# El capità Blood
El capità Blood (Captain Blood) és una pel·lícula estatunidenca dirigida per Michael Curtiz, estrenada l'any 1935 i protagonitzada per Errol Flynn i Olivia de Havilland. Aquesta pel·lícula ha estat doblada al català.
La pel·lícula es basa en la novel·la homònima de Rafael Sabatini. L'argument tracta de la incursió del personatge principal en la pirateria després de la seva arribada a Jamaica com un captiu de les autoritats britàniques. El film va donar un impuls als denominats costume drames (pel·lícules, o obres en general, d'època), que havien decaigut a causa de la Gran Depressió als Estats Units. En general va rebre bones crítiques, va llançar a la fama a la parella protagonista, i va tenir quatre candidatures als premis Óscar.

## Producció

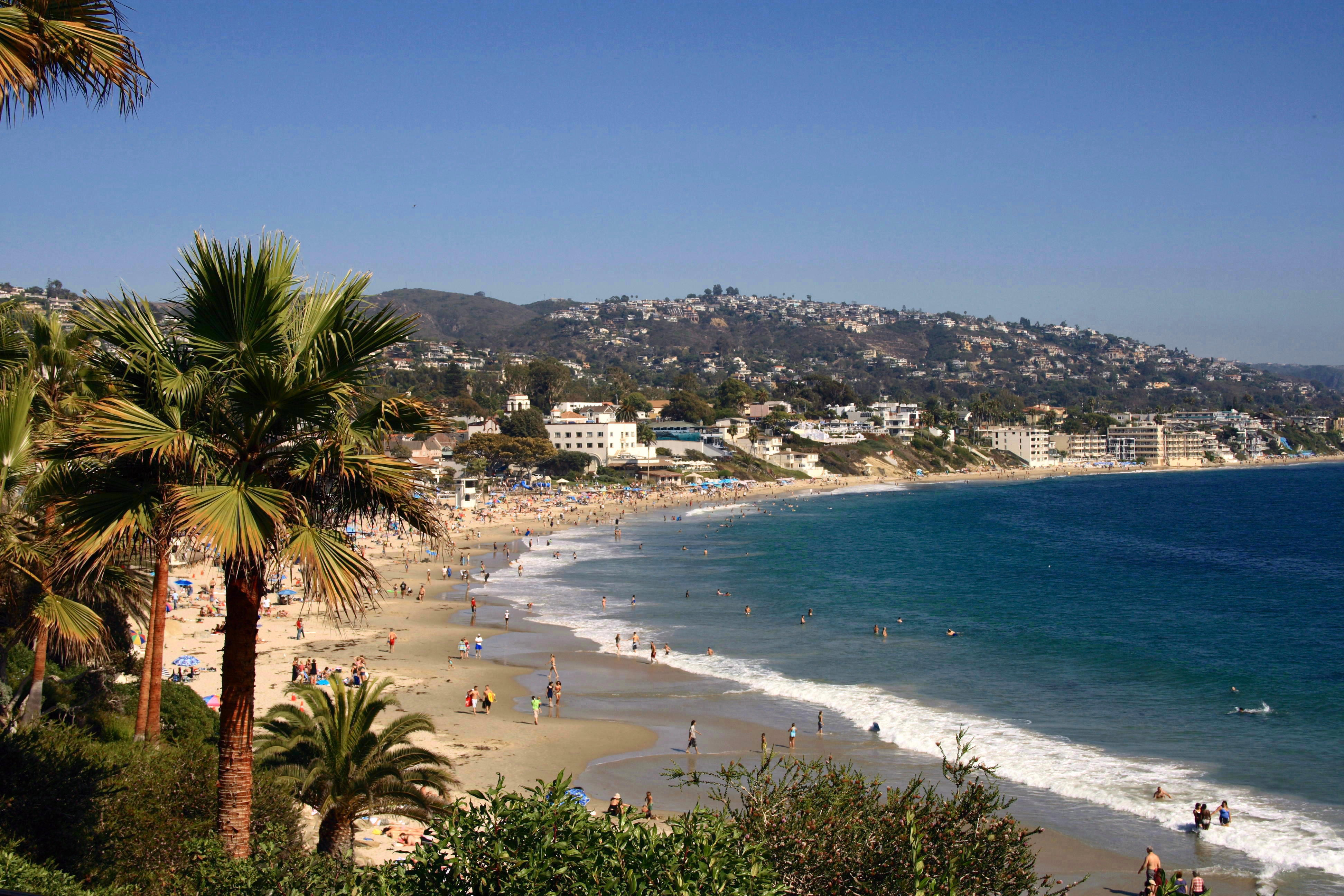
Laguna Beach, Califòrnia, en l'actualitat.

Entre els anys 1933 i 1934 la indústria cinematogràfica estatunidenca va poder recuperar-se de la caiguda que va tenir a inicis de la dècada. En aquells temps els pressupostos eren limitats, però al final del decenni van aparèixer novament les produccions a gran escala de drames ambientats en èpoques històriques, denominats costume drames. Especialment rellevants van ser les pel·lícules anomenades pel·lícules de capa i espasa (en anglés: swashbuckling films), terme extret del segle XVI on els protagonistes eren els clàssics aventurers i espadatxins. Tals produccions van tenir un repunt gràcies a la influència d'Errol Flynn amb El capità Blood, títol amb el qual ja s'havia fet una pel·lícula en 1924. L'illa del tresor i El comte de Montecristo van ser antecedents que van demostrar el ressorgiment dels grans personatges literaris. Els estudis Warner Bros., de fet, havien considerat qualsevol costume drama com un «suïcidi» de taquilla en anys anteriors;però es van veure motivats per l'èxit de Mutiny on the Bounty aquella mateixa temporada.
Durant l'època d'estiu la major part de la producció va ser filmada en un set cinematogràfic, però també van ser usats exteriors com Palm Springs i Laguna Beach (on va ser realitzat el duel entre Flynn i Rathbone). El pressupost inicial va ser de $750.000, posteriorment reduït a $700.000. Acabat el rodatge a l'octubre, que va durar tres mesos, la suma de la producció va rondar el milió de dòlars (1.200.000 segons estimacions actuals). Per al reclutament dels actors usats com a extres, una font assegura que Curtiz va entrevistar a cadascun dels 2.500 sol·licitants. No van ser utilitzats vaixells de mida real per a les batalles en el mar; ja que segons precedents en rodatges similars, quan les naus eren adequadament equipades de sobte apareixia el contratemps d'un mal clima. Així mateix, van ser usades miniatures (com la ciutat de Port Royal), i material fílmic de la producció The Sea Hawk de 1924.La pel·lícula va ser tot un èxit, i va convertir a Curtiz en el director «estel·lar» de Warner Bros. i a Flynn en la seva estrella principal.
Però no van ser únicament els protagonistes els que van ajudar a la fama del film. També va influir la participació d'Erich Wolfgang Korngold, realitzador de la música, qui va escriure la seva primera partitura original per una pel·lícula i qui a la llarga es convertiria en un dels millors compositors de Hollywood. De la mateixa manera va contribuir el diàleg literari elaborat pel guionista Casey Robinson.

## Sinopsi
Una nit de l'any 1685, el metge Peter Blood (Flynn) atén a un amic que ha estat ferit enmig d'una rebel·lió contra Jacobo II d'Anglaterra. Els gendarmes reals entren a l'habitació on estan i impliquen a Blood com a còmplice i és arrestat. Immediatament és portat davant les autoritats judicials i —al costat d'altres implicats— és condemnat a mort, però tal pena és commutada pel desterrament a Port Royal, Jamaica, on seran venuts com a esclaus als rics propietaris del lloc. Una vegada allà, i enmig de la venda, Blood es comporta de manera insolent la qual cosa ofèn al potentat coronel Bishop (Lionel Atwill), però impressiona a Arabella (Olivia de Havilland), la seva neboda, qui al final compra a Blood.
Peter passa penúries com els seus altres companys, però la seva situació és mitigada gràcies a la intervenció de Arabella. Amb tot, Blood prepara una fugida al costat d'altres esclaus i, la nit que es va a dur a terme, la localitat és atacada per pirates espanyols, la qual cosa és aprofitat pels presoners. En encarar als seus antics serfs, i ser menyspreat, el coronel Bishop jura venjança. Una vegada lliures, els pròfugs decideixen convertir-se en pirates.
En un moment donat Blood i els seus companys decideixen ser part del grup del pirata francès Levasseur (Basil Rathbone) a l'illa de la Tortuga. Aquest malfactor captura una nau anglesa i pren com a ostatges a dues persones entre les quals es troba Arabella Bishop. La noia és comprada per Blood evitant que se l'endugui el francès donant com a preu un grapat de perles. Encara que hagi estat rescatada, se sent ofesa per haver estat comprada i anomena a Blood lladre i pirata. Enutjat pel rebuig, ell ordena als seus homes salpar cap a Port Royal on desembarcarà a Arabella, malgrat els possibles riscos.
En acostar-se a Port Royal veuen que la ciutat és atacada per dos navilis francesos en quedar indefensa per l'obstinació de Bishop de perseguir a Blood, que és informat que Anglaterra i França estan en guerra i que Jacobo II ha estat deposat per una revolució. Així mateix, ell i els seus homes són perdonats completament de part del nou rei, Guillermo d'Orange, i és convidat a unir-se als seus contra els francesos.
Després de deixar a Arabella a la costa, el veler de Blood posa proa a Port Royal amb el pavelló francès però aviat és arriat i substituït pel britànic. Les fragates franceses són derrotades i Blood és nomenat governador de l'illa, desplaçant al mateix coronel Bishop, qui en aquell moment era la màxima autoritat. Finalment aconsegueix el consentiment de Arabella perquè sigui la seva esposa.

## Repartiment i personatges
Al principi el paper de Peter Blood va ser atribuït a Robert Donat, però va haver de retirar-se a causa de problemes de salut. Cary Grant va ser també considerat; no obstant això, Jack Warner, capitost de Warner Bros., va estimar que era massa refinat per a la representació. Errol Flynn, per part seva, havia tingut papers menors en algunes pel·lícules com The Case of the Curious Bride o Don't Bet on Blondes. Aparentment va ser la influència de la seva esposa aleshores, la també actriu Lili Damita, allò que va ajudar a Flynn a aconseguir el paper. D'altra banda, els estudis Warner Bros. necessitaven a un actor novell que acceptés un salari baix.
En els primers dies del rodatge el protagonista estava molt nerviós. A més, per la seva escassa experiència es comportava indisciplinat i maldestre enfront de les càmeres. A causa d'això li va ser assignat un professor particular per millorar el seu acompliment. Fins i tot, es va col·lapsar a causa de la malària, contreta anys abans, durant una escena a bord del vaixell. Malgrat tot, la seva confiança va millorar. Gràcies a la producció, Flynn va guanyar notorietat i va arribar a fer ombra a la seva mateixa esposa en els titulars de la faràndula. Aconseguir-ho no va ser fàcil, doncs l'exigent director Curtiz li feia repetir fins a deu vegades una escena.

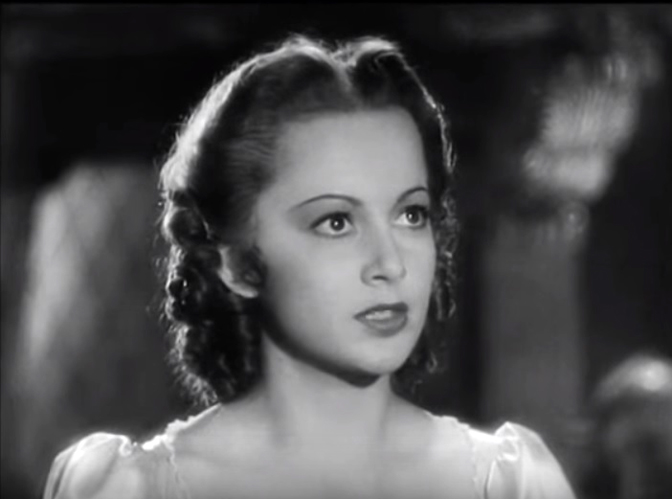
Olivia de Havilland com Arabella Bishop.

D'altra banda, Olivia de Havilland també havia actuat en un parell de comèdies menors fins a la seva interpretació com Arabella Bishop, que la va situar com una respectable actriu. El capità Blood va ser la primera de vuit pel·lícules que protagonitzaria al costat de Errol.
El personatge del pirata Levasseur, va ser interpretat per Basil Rathbone. Al costat de Flynn va protagonitzar una memorable escena de duel amb arma blanca en una platja, on el pirata francès i Blood lluiten per Arabella Bishop. Segons les seves pròpies paraules: «al final (del combat)...tots els extres van aplaudir amb algaravia! Estaven fascinats davant el mestratge de l'escena perquè requeria d'una excel·lent sincronia, tots dos treballem molt dur en aquesta seqüència...» Altres actors del repartiment inclouen:
- Lionel Atwill, com el coronel Bishop.
- Ross Alexander, com Jeremy Pitt.
- Guy Kibbee, com Hagthorpe.
- Henry Stephenson, com Lord Willoughby.
- Robert Barrat, com Wolverstone.
- Hobart Cavanaugh, com el Dr. Bronson.
- Donald Meek, com el Dr. Whacker.
- Jessie Ralph, com la senyora Barlow.
- Forrester Harvey, com Honesty Nuttall.
- Frank McGlynn Sr., com el reverend Ogle.
- Holmes Herbert, com el capità Gardner.

## Crítiques
Segons Variety «El capità Blood, de la novel·la de Rafael Sabatini, és una gran pel·lícula. És un espectacle que llançaria a la fama tant a Errol Flynn com a Olivia de Havilland». El New York Times, per la seva banda, assenyala: «La història del Dr. Peter Blood, el cavaller corsario de Sabatini, és tractada amb una bellesa visual i una refinada, jactanciosa arrogància». I per Allmovie: «La pel·lícula es troba entre les millors del gènere d'aventura del seu temps, encara que a estones desborda de molta xerrameca per a un film que necessita només la justa. Estats Units sofria encara els efectes de la Gran Depressió, i rodatges com El capità Blood li van donar a l'audiència alleujament enmig de la duresa d'aquest temps: l'heroi és gallard, la donzella és atractiva, la victòria del bé sobre el mal, i un final feliç». En una recopilació de les obres en les quals Flynn va participar, existeix aquesta opinió: «El diàleg tendeix a ser eloqüent i la producció és una mica cursi en alguns aspectes...No obstant això, va servir per impulsar a Flynn en els següents costume drames que van ser millor realitzats i molt més suntuosos».

## Recepció
El capità Blood va començar a exhibir-se el 28 de desembre de 1935,va rebre bones crítiques i es va situar entre els 25 films més taquillers de l'any. A més, com a parella, Flynn i de Havilland van agradar al públic. En paraules del mateix Jack Warner, els dos «principiants» li van donar «empenta a la pantalla gran». A causa d'aquesta obra, la imatge de personatge heroic romandria amb Flynn per la resta de la seva vida, criteri reforçat pel mateix Rafael Sabatini qui va adduir que era «el model ideal del capità Blood».
El film va rebre quatre nominacions per als premis Óscar en la cerimònia de 1936 per: millor pel·lícula, millor director, millor guió i millor so, però no va rebre cap estatueta. Va ser novament projectada en 1951 a causa de l'èxit que Warner Bros. va tenir aquell any amb El capità Horatio Hornblower. Noves pel·lícules van sorgir amb el personatge del Dr. Blood en anys posteriors; com és el cas de: Fortunes of Captain Blood (1950), Captain Pirate (1952) i El fill del capità Blood (1962) en la qual va actuar el fill de Errol Flynn, de nom Sean. Un nou projecte està programat per a una data indefinida.